# Днепровские балты
Днепровские балты — балтские племена, населявшие бассейн верхнего Днепра (иначе говоря, территорию между бассейнами Вислы и Волги) в эпоху железного века (1-е тысячелетие до н. э. — 1-е тысячелетие н. э.). В летописях сохранилось имя только одного племени днепровских балтов — голядь. Предполагаемые языки днепровских балтов иногда именуются днепровско-окскими.
Днепровские балты — предположительно потомки лебедовцев и фатьяновцев эпохи бронзы — являлись носителями таких археологических культур, как днепро-двинская, юхновская, верхнеокская, мощинская, тушемлинско-банцеровская (возможно, также милоградская и колочинская). С начала нашей эры по мере движения на северо-восток занимают западную часть бассейна Волги (территория Подмосковья) и смешиваются с местным финно-угорским населением (подробнее см. дьяковская культура).
Как минимум с конца III века (памятники Заозёрья — Узменя) на территории днепровских балтов начали с юга проникать славяне, которые их впоследствии полностью ассимилировали. Когда завершился процесс ассимиляции — неизвестно. Не исключено, что балты, уходя от славянского давления, мигрировали на запад (то есть на территорию будущей Восточной Пруссии и современной Прибалтики).
О присутствии балтов не только в бассейне Днепра, но и на западе бассейна Волги (территория Подмосковья) свидетельствуют многочисленные археологические находки, а также гидронимы: например, по заключению лингвиста В. Н. Топорова, гидронимы Яуза, Химка, Москва и др. имеют балтское происхождение.
По мнению некоторых исследователей, языческая религия днепровских балтов включала почитание столбов с медвежьими головами.
- Балтийские и славянские археологические культуры III—IV вв. и ареал балтийских гидронимов.
- Балтийские и славянские археологические культуры в V—VII вв.
- Балтийские и славянские племена в IX—X вв.